# Piz Mingèr
Piz Mingèr är en bergstopp i Schweiz.   Den ligger i regionen Engiadina Bassa/Val Müstair och kantonen Graubünden, i den östra delen av landet, 220 km öster om huvudstaden Bern. Toppen på Piz Mingèr är 3 114 meter över havet, eller 230 meter över den omgivande terrängen. Bredden vid basen är 1,9 km.
Terrängen runt Piz Mingèr är huvudsakligen bergig, men åt sydost är den kuperad. Runt Piz Mingèr är det glesbefolkat, med 10 invånare per kvadratkilometer.. Närmaste större samhälle är Scuol, 8,1 km norr om Piz Mingèr. 
Trakten runt Piz Mingèr består i huvudsak av gräsmarker.